# ناحیه میرآباد
ناحیه میرآباد (به ازبکی: Mirobod) یک منطقهٔ مسکونی در ازبکستان است که در تاشکند واقع شده‌است. ناحیه میرآباد ۱۷٫۱ کیلومتر مربع مساحت و ۱۲۲٬۷۰۰ نفر جمعیت دارد.